# خورخه باتل ایبانز
خورخه باتل ایبانز (انگلیسی: Jorge Batlle Ibáñez؛ زادهٔ ۲۵ اکتبر ۱۹۲۷ – درگذشتهٔ ۲۴ اکتبر ۲۰۱۶) یک وکیل، سیاست‌مدار و روزنامه‌نگار اهل اروگوئه بود. وی بین سال‌های ۲۰۰۰ تا ۲۰۰۵ رئیس‌جمهور اروگوئه بود.
خورخه باتل ایبانز در ۲۴ اکتبر ۲۰۱۶ یک روز پیش از ۸۹ سالگی‌اش درگذشت.